# Blécourt (Haute-Marne)
Blécourt je francouzská obec v departementu Haute-Marne v regionu Grand Est. V roce 2012 zde žilo 112 obyvatel.

## Poloha obce
Sousední obce jsou: Brachay, Ferrière-et-Lafolie, Flammerécourt, Fronville, Gudmont-Villiers a Mussey-sur-Marne.

## Vývoj počtu obyvatel
Počet obyvatel